# Dicranomyia atromaculata
Dicranomyia atromaculata är en tvåvingeart som beskrevs av Edwards 1928. Dicranomyia atromaculata ingår i släktet Dicranomyia och familjen småharkrankar. Inga underarter finns listade i Catalogue of Life.